# Sela
Selah (en hebreo: סֶלָה‎, también transcrito como  selah) es una palabra que se usa frecuentemente en la Biblia hebrea, a menudo en los Salmos, y es un concepto difícil de traducir. Es probable que sea un signo litúrgico-musical o una instrucción en la lectura del texto, algo así como "deténgase y escuche". "Sela" también se puede utilizar para indicar que se hará un interludio musical en ese momento en el Salmos.  La Biblia de las Américas establece Selah como "pausar y pensar en eso".
Los Salmos fueron cantados con acompañamiento de instrumentos musicales y hay referencias a esto en muchos capítulos. Treinta y uno de los treinta y nueve salmos con la leyenda "Para el maestro del coro" incluyen la palabra "Sela". Sela señala una pausa en la canción y, como tal, tiene una finalidad similar a Amén, ya que hace hincapié en la importancia del pasaje anterior. Por otra parte, Sela puede significar "para siempre", como lo hace en algunos lugares en la liturgia (en particular, la segunda a la última bendición de la Amidá). Otra interpretación sostiene que Sela proviene de la raíz hebrea primaria sala (en hebreo: סָלָה‎) que significa "pesar", y por ende a la medida (peso). Además, "Sela" es el nombre de una ciudad de la época de David y Salomón.

## Etimología
Su etimología y significado exacto se desconoce. Esta palabra aparece setenta y un veces en treinta y nueve de los Salmos, y tres veces en Habacuc 3. Se encuentra al final de los Salmos 3, 24 y 46, y en la mayoría de otros casos en el final de un verso, con excepción de los Salmos 55:19, 57:3, y Hab. 3:3, 9, 13.
El significado de este término, aparentemente, no es conocido ni siquiera por los antiguos comentaristas bíblicos. Esto se puede ver por la variedad de interpretaciones dadas a la misma. La Septuaginta, Símaco y Teodoción traducen διάψαλμα (diapsalma, o "fuera del salmo") - una palabra enigmática en griego, como "Sela" en hebreo. La Hexapla simplemente transcribe σελ. Aquila, Jerome y el Targum lo traducen como "siempre". De acuerdo con Hipólito (De Lagarde, "novas Psalterii Græci muestras Editionis" 10), el término griego διάψαλμα significó un cambio en el ritmo o la melodía en los lugares marcados por la palabra, o un cambio en el pensamiento y el tema. En contra de esta explicación Baethgen ("Psalmen", p. 15, 1 ª ed. Göttingen, 1892) señala que Sela también ocurre en el final de algunos salmos.

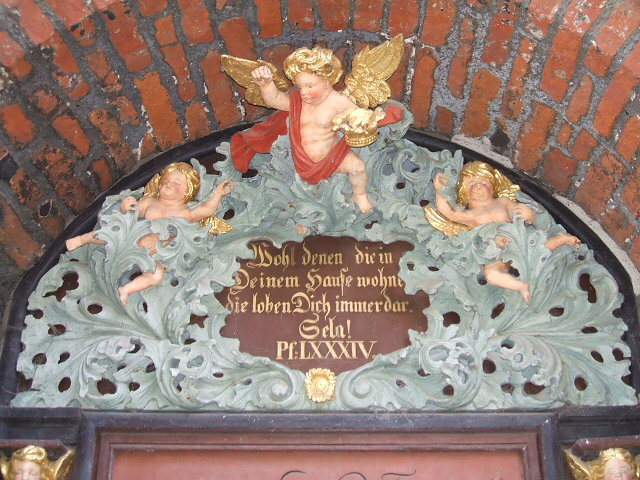
"Sela" en un tímpano de la iglesia de San Nicolás (Nikolaikirche) en Stralsund

Una interpretación alternativa es que "Sela", deriva la raíz primaria hebreo [sala], que significa "pesar", y por implicación a medida (peso). Esto es fácilmente comprensible ya que en la historia bíblica, dinero, comida y otros objetos de valor eran "pesados" en la horca o suspendidas en un tipo de balanza (el equivalente de nuestra escala de medición) para determinar su valor. Esto implica un posible significado es una instrucción para medir cuidadosamente y reflexionar sobre las últimas declaraciones en el mundo.

## Las ideas modernas
EW Bullinger cree que "Sela" es una conjunción que une dos versos (o pensamientos, o Salmos) juntos, ya sea en cambio, una explicación más detallada, o para marcar una relación de causa y efecto.
Otro significado que se propone asigna a la raíz, como un imperativo que no debería haber sido vocalizado correctamente, "sollah" (Ewald, "Kritische Grammatik der Hebräischen Sprache," p. 554; König, "Historisch-Kritisches Lehrgebäude der Hebräischen Sprache, "ii., Parte i., P. 539). El significado de este imperativo se da como "Levantar", equivalente a "fuerte" o "fortissimo", una dirección a los músicos acompañantes para irrumpir en el lugar marcado con estrépito de platillos y estruendo de trompetas, la orquesta tocando un interludio mientras las voces de los cantantes eran silenciadas. El efecto, en lo que respecta al cantante, el propósito era marcar una pausa. Este significado, también, se ha interpretado en la expresión o signo, considerándose selah una variante de "shelah" (= "pausa"). [Cita requerida] Pero como el intercambio de shin (ש) y samek (ס) no es habitual en el hebreo bíblico, y como significado de "pausa" no se considera aplicable en medio de un versículo, o cuando una pausa interrumpiría la secuencia del pensamiento, esta proposición ha recibido poca aceptación. Aunque no hay casos oficiales de pruebas para apoyar esta afirmación, se rechazó en varias ciudades de Oriente Medio, que la palabra "Selah" tenga su origen en el arameo sirio como una palabra reservada para la oración como un elogio que se utiliza exclusivamente para alabar a Dios y es la forma más elevada del hombre, la alabanza es capaz de dar. Además, esta palabra también significa oración en árabe moderno.
- Datos: Q726616